# Jean-Baptiste Lebrun de Rochemont
Pour les articles homonymes, voir Lebrun.
Jean-Baptiste Lebrun, comte de Rochemont (18 décembre 1736 à Saint-Sauveur-Lendelin (province de Normandie, aujourd'hui dans le département de la Manche) - 23 janvier 1822 à Paris), est un homme politique français des XVIIIe et XIXe siècles.

## Biographie
Jean-Baptiste Lebrun était le frère aîné de Charles-François Lebrun, 1er duc de Plaisance. Leur père, « Lebrun de la Sennière », à qui ses concitoyens avaient confié l'administration de Saint-Sauveur-Lendelin sous le titre de syndic perpétuel, comprit de bonne heure qu'avec sa modique fortune, il fallait, pour assurer l'avenir de ses fils, leur procurer les avantages de la meilleure éducation : Lebrun fut d'abord mis, comme ses frères, au Collège de Coutances.
« Lebrun aîné » fit ses études pour être reçu docteur en médecine : mais la place qu'on lui offrit de « commissaire à terrier » (géomètre) du duc de Penthièvre au comté de Dreux le détourna de sa destination première et lui ouvrit la carrière de la comptabilité et des finances. Plus tard, ce prince, satisfait de la loyauté et de l'exactitude de M. Lebrun, le nomma directeur général de ses domaines (intendant ). La Révolution française le priva de cette place qu'il avait conservée auprès de la fille du duc de Penthièvre.
Lebrun de Rochemont suivait, à l'époque de la Révolution, la carrière du barreau. L'élévation de son frère au consulat fut l'origine de sa fortune politique. Élu par le Sénat conservateur député de la Manche,, au Corps législatif, le 24 frimaire an IX, il fut nommé membre du Sénat conservateur, sur la présentation de Bonaparte, le 10 brumaire an XII.
Membre de la Légion d'honneur le 4 frimaire suivant, et commandant de l'Ordre le 25 prairial, il fut créé comte Lebrun « de Rochemont » et de l'Empire le 26 avril 1808. Il tenait son nom de Rochemont d'un château (maintenant à Ruffosses, commune de Saussemesnil) qu'il possédait à trois lieues de Valognes, en forêt de Brix. Le comte Lebrun habitait aussi, à Valognes même, le château de Givors.
Malgré les honneurs, il n'en adhéra pas moins à la déchéance de Napoléon. Par suite de son vote pour la déchéance de l'Empereur, la formation d'un gouvernement provisoire et le rétablissement de la famille des Bourbons sur le trône de France, il fut nommé par le roi Louis XVIII, le 4 juin 1814, membre de la Chambre des pairs.
S'étant tenu à l'écart pendant les Cent-Jours, il ne siégea point à la Chambre haute instituée par l'Empereur, il ne fut donc pas éliminé à la seconde Restauration. Lebrun de Rochemont vota pour la mort dans le procès du maréchal Ney, et fit partie, en 1816, de la commission chargée de présenter les félicitations de la Chambre haute à Louis XVIII à l'occasion du mariage du duc de Berry.
Le comte de Rochemont est décédé le 23 janvier 1822 à Paris, sans laisser d'enfants mâles pour lui succéder à la pairie. Le comte Lemercier a rendu hommage à sa mémoire dans la séance de la chambre des Pairs du 29 du même mois,.

## Titres
- Comte Lebrun de Rochemont et de l'Empire (lettres patentes du 26 avril 1808, Bayonne)[8] ;
- Pair de France[13] :
  - Pair « à vie » par l'ordonnance du 4 juin 1814 ;
  - Comte-pair héréditaire (31 août 1817, lettres patentes du 20 décembre 1817).

## Distinctions
- Légion d'honneur :
  - Légionnaire (4 frimaire an XII : 26 novembre 1803), puis,
  - Commandant de la Légion d'honneur (25 prairial an XII : 14 juin 1804).

## Armoiries
| Figure | Blasonnement |
|        | Armes du comte Lebrun de Rochemont et de l'Empire De sable au lion rampant d'or, accompagné d'une étoile en chef de même, au franc-quartier de comte sénateur., - Livrées : bleu, jaune et noir |
|        | Armes du comte Lebrun de Rochemont, pair de France, D'azur, à la fasce d'or, accompagnée de trois coupes couvertes d'argent.,                                                                   |

## Ascendance et postérité
Jean-Baptiste Lebrun était le troisième fils (ses deux aînés moururent jeunes) de Paul Le Brun (° 23 mars 1708 † 14 juin 1782), connu sous le nom de « Lebrun de la Sennière », secrétaire du roi en la chancellerie près le parlement de Grenoble (1777), et de Louise Le Crosnier (° 17 juin 1710 † 18 avril 1783). Son plus jeune frère était Charles François (1739-1824), consul puis archi-trésorier de l'Empire.
- Il épousa, le 3 octobre 1769, Jeanne Henriette (24 mai 1744 - Paris † 7 mars 1805 - Paris), fille de Martin Hennebert ( † 1770), marchand bourgeois de Paris (mercier). Ensemble, ils eurent :
  - Un fils, marié[16] ;
  - Jeanne Louise (1779 † 2 avril 1852 - Sézanne), mariée, le 8 janvier 1801 à Paris, avec Félix Dursus de Courcy (1767-1850), chevalier de Saint-Louis, dont :
    - Postérité ;

  - Marie Charlotte Jeanine Henriette ( † 1836), mariée avec Antoine, chevalier Sivard de Beaulieu (1767-1826), député de la Manche au Conseil des Cinq-Cents (1797), puis à la Chambre des députés (Restauration) (1818-1822), administrateur de la Monnaie, dont :
    - Postérité ;

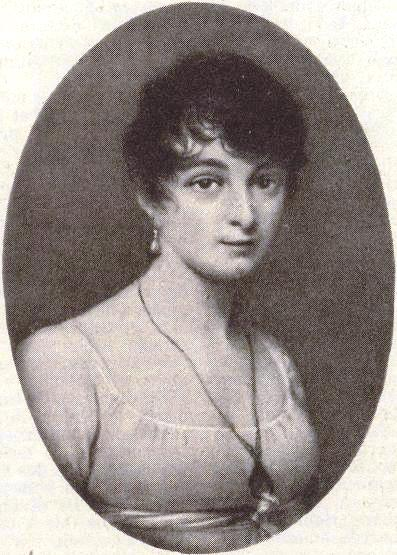
Henriette Le Brun de Rochemont ( † 1836)